# アンスカー・ピヒン

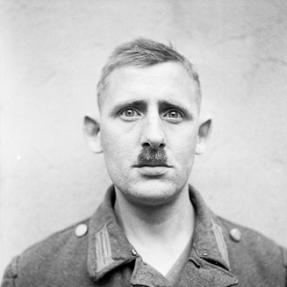
アンスカー・ピヒン（1945年8月）

アンスカー・ピヒン（Ansgar Pichen, 1913年9月22日 - 1945年12月13日）は、ドイツの軍人。ベルゲン・ベルゼン強制収容所の収容所付料理長(Leiter der Lagerküche)などを務めた。

## 経歴
ピヒンはデンマーク・エスビャウに生を受けたが、彼の家族は1914年に上シレジアに移住してポーランド国籍を得た。ナチス・ドイツによるポーランド占領後の1940年5月25日、ピヒンはドイツ国防軍に徴兵され、東部戦線へ送られた。1942年11月25日、戦闘中に負傷した彼は病院へ後送される。1943年1月12日には退院したものの、左手に障害が残った。この障害が前線での勤務に支障を来すと判断された為、1943年3月からブレッヒハマー労働収容所の職員となり、また1944年4月にはアウシュヴィッツ第三強制収容所モノヴィッツに移る。1945年1月21日にはアウシュヴィッツから撤退して、1945年2月までにブレッヒハマーを経由してグロース・ローゼン強制収容所へ避難した。1945年3月10日ないし11日、ピヒンはベルゲン・ベルゼン強制収容所に到着する。当初は看守勤務だったが、ここでも左手の障害が勤務への支障と見なされ、第1調理室の料理長勤務に移された。彼が後に証言したところによれば、ベルゲン・ベルゼンに移った折に身分書類が回収されて知らぬ間に国防軍から親衛隊(SS)に身分が移されていたが、SSの制服は一切支給されなかったという。
1945年4月15日、ベルゲン・ベルゼンがイギリス軍によって解放される。イギリス軍は収容所職員らに収容者の遺体の埋葬を命じた。ピヒンもこれに参加したが、まもなくして収容者や遺体を通じてチフスに感染して入院した。
1945年9月17日にベルゼン裁判が始まると、ピヒンも起訴を受けた。彼は収容者を一切虐待していないと主張したが、検察側は彼が少なくとも2名の収容者を射殺したと主張した。しかし最終的にピヒンの主張は一切聞き入れられず、1945年11月17日に死刑判決が下された。
1945年12月13日、ハーメルン戦犯収容所にて多くの収容所職員と共にイギリス人の死刑執行人アルバート・ピアポイントの手で絞首刑に処された。